# Inuit Timersoqatigiiffiat-79
Inuit Timersoqatigiiffiat 1979 (IT-79) – grenlandzki klub sportowy z siedzibą w Nuuk, założony w 1979 roku. W 2017 roku zdobył swoje pierwsze mistrzostwo.

## Osiągnięcia
- Mistrz Grenlandii (1 raz): 2017
- Wicemistrzostwo Grenlandii (1 raz): 2015
- III miejsce Mistrzostw Grenlandii (5 razy): 2014, 2016, 2018, 2019, 2022

## Bilans sezon po sezonie

### XXI wiek
| Sezon | Liga                   | Miejsce       |
| ----- | ---------------------- | ------------- |
| 2001  | nie startował          | nie startował |
| 2002  | nie startował          | nie startował |
| 2003  | nie startował          | nie startował |
| 2004  | nie startował          | nie startował |
| 2005  | nie startował          | nie startował |
| 2006  | brak danych            | brak danych   |
| 2007  | brak danych            | brak danych   |
| 2008  | brak danych            | brak danych   |
| 2009  | nie startował          | nie startował |
| 2010  | nie startował          | nie startował |
| 2011  | Midt Grønland          | 5             |
| 2012  | brak danych            | brak danych   |
| 2013  | brak danych            | brak danych   |
| 2014  | Angutit Inersimasut GM | 3             |
| 2015  | Angutit Inersimasut GM | 2             |
| 2016  | Angutit Inersimasut GM | 3             |
| 2017  | Angutit Inersimasut GM | 1             |

Etap rozgrywek:
     etap finałowy
     etap regionalny